# Rottara Rottara
«Rottara Rottara» (ロッタラ ロッタラ Lotta Love Lotta Love?) es el quinto sencillo de la unit de Hello! Project, Buono!. "Rottara Rottara" es usada para el primer ending del anime Shugo Chara!! Doki.
"Rottara Rottara" fue lanzado el 12 de noviembre de 2008 en Japón bajo la discográfica Pony Canyon. Se lanzó en dos ediciones diferentes: Regular y Limitada. La edición limitada incluía un DVD adicional. La primera impresión de la edición normal y limitada del sencillo venía con un photocard.
La edición Single V fue lanzada el 3 de diciembre de 2008.

## Créditos
- Rottara Rottara
  - Letra: Iwasato Yuuho
  - Composición: Shinjirou Inoue
  - Arreglos: Nishikawa Susumu

- My Love
  - Letra: Iwasato Yuuho
  - Composición: Shinjirou Inoue
  - Arreglos: Shinjirou Inoue

## Lista de canciones

### CD
1. "Rottara Rottara" (ロッタラ ロッタラ?)
2. "My Love" (マイラブ?)
3. "Rottara Rottara" (ロッタラ ロッタラ?) (Instrumental)
4. "My Love" (マイラブ?) (Instrumental)

### DVD (edición limitada)
1. "Rottara Rottara" Making of Part. 1 (PV・ジャケット撮影メイキングPart.1?)

### Single V
1. "Rottara Rottara" (ロッタラ ロッタラ?) (Music Clip)
2. "Rottara Rottara" (ロッタラ ロッタラ?) (TV Program Version)
3. "Rottara Rottara" (ロッタラ ロッタラ?) (Close Up Version)
4. "Rottara Rottara" Making of Part. 2 (PV・ジャケット撮影メイキング Part.2?)

## Actuaciones en conciertos
- Hello! Project 2009 Winter Wonderful Hearts Kouen ~Kakumei Gannen~

## Puestos y ventas enOricon

### Sencillo
| Lunes | Martes | Miércoles | Jueves | Viernes | Sábado | Domingo | Ranking/Puesto semanal | Ventas |
| ----- | ------ | --------- | ------ | ------- | ------ | ------- | ---------------------- | ------ |
| –     | 4      | 9         | 8      | 10      | 11     | 12      | 8                      | 22 484 |
| 12    | –      | –         | –      | –       | –      | 46      | 46                     | 2165   |
| –     | –      | –         | –      | –       | –      | –       | 94                     | 1257   |
| –     | –      | –         | –      | –       | –      | –       | 143                    | 686    |
| –     | –      | –         | –      | –       | –      | –       | 168                    | 512    |

- Ventas totales: 27 104[cita requerida]

### Single V
| Lunes | Martes | Miércoles | Jueves | Viernes | Sábado | Domingo | Ranking/Puesto semanal | Ventas |
| ----- | ------ | --------- | ------ | ------- | ------ | ------- | ---------------------- | ------ |
| –     | 4      | 6         | 8      | 9       | 7      | 9       | 5                      | 4045   |
| 15    | 17     | –         | –      | –       | –      | –       | 24                     | 1003   |

Ventas totales: 5048[cita requerida]